# 1680-as évek
Évszázadok: 16. század · 17. század · 18. század
Évtizedek: 1630-as évek · 1640-es évek · 1650-es évek · 1660-as évek · 1670-es évek · 1680-as évek · 1690-es évek · 1700-as évek · 1710-es évek · 1720-as évek · 1730-as évek
Évek: 1680 · 1681 · 1682 · 1683 · 1684 · 1685 · 1686 · 1687 · 1688 · 1689

## Események és irányzatok
- a pozsonyi országgyűlésen a rendek lemondanak az ellenállási jogról
- Zrínyi Ilona három éven át védi Munkács várát
- 1686-ban visszafoglalják Buda várát
- 1688-ban létrejön a "nagy szövetség" Franciaország ellen a spanyol király, a német császár, Anglia, Hollandia és Svédország között
- Angliában II. Jakab feloszlatja a parlamentet, majd katolicizálni akarja az országot, mire a hadsereg átáll az összeesküvőkhöz, akik Orániai III. Vilmost hívják a trónra: a dicsőséges forradalom sikerrel jár, II. Jakab elmenekül

## A világ vezetői
- I. Lipót magyar király és német-római császár
- XIV. Lajos francia király
- II. Jakab, Orániai Vilmos (Anglia)
- V. Keresztély (Dánia)
- IV. Mehmed (Oszmán Birodalom)
- I. Frigyes német-római császár